# 燃えよせんみつ足かけ二日大進撃
燃えよせんみつ足かけ二日大進撃（もえよせんみつあしかけふつかだいしんげき）は、ニッポン放送で1974年4月20日から1980年4月5日まで放送されていたラジオ番組である。

## 概要
当時、日本大学芸術学部の学生だった小森まなみがラジオデビューした番組としても知られる。また、当時中央大学附属高等学校→中央大学文学部の学生だった秋元康が構成作家としてデビューするきっかけとなり、途中から構成を担当するようになった。

## 放送時間
- 毎週土曜日23:00～翌日曜（土曜深夜）1:00

## 出演者
- せんだみつお
- 小森まなみ

## タイムテーブル
（）
- 23:00 せんみつのワニワニ火の玉クイズ
- 23:30 せんみつの電話にチャレンジ
- 00:00 恐怖のせんみつニコニコドック
  - ゲストを交えてのコーナー。前半はゲストに10から12ほどの質問（エッチな質問含む）。後半は電話出演するリスナーがせんだとゲストとトークをするパート。リスナーからゲストへの質問も募集していた[5]。
- 00:30 ロッテ 集まれヤンヤン熱気でムンムン （1975年8月2日 - 、おりも政夫が司会の公開録音番組）

### その他主なコーナー
- せんみつスタークイズ
- ネンネの部屋 （小森まなみメインのコーナー）[6]

### 内包番組
- チャンチャンポップス

本番組初期の頃に内包していた。アグネス・チャンと、当時ニッポン放送アナウンサーでのちに同社代表取締役社長に就任する亀渕昭信が出演。その後亀渕に代わり高嶋秀武アナが出演。
- 山口百恵 モモモモ30分

## 備考
- テーマソングは「燃えよドラゴン」のテーマがそのまま使用された。
- 新聞のラジオ欄には「せんだみつおの足かけ二日大進撃」と記載されていた。